# Jiří Kratochvil
Jiří Kratochvil (ur. 4 stycznia 1940 w Brnie) – powieściopisarz, nowelista, eseista i dramaturg czeski.

## Życie
Jego ojciec był nauczycielem, autorem książek dla dzieci i młodzieży oraz prac ornitologicznych, który w 1952 emigrował do Stanów Zjednoczonych. Po zdaniu matury w 1957 Jiří Kratochvil studiował bohemistykę i rusycystykę na Uniwersytecie w Brnie. Po ukończonych studiach pracował jako nauczyciel i bibliotekarz. Przez część okresu tzw. normalizacji zmuszony był zarabiać na życie jako pracownik fizyczny, m.in. jako stróż na farmie drobiowej. Od 1991 pracował w literacko-dramatycznej redakcji Radia Czeskiego w Brnie.

## Twórczość
Zdążył zadebiutować w prasie literackiej jeszcze przed interwencją w Czechosłowacji: swe opowiadania, szkice i recenzje publikował od 1964 w czołowych czeskich czasopismach literackich, takich jak „Plamen”, „Host do domu”, „Sešity pro mladou literaturu”. Pierwszy tom jego nowelistyki – Případ z Chatnoirem (Przypadek z Chatnoirem) miał ukazać się w roku 1971 w brneńskim wydawnictwie „Blok”, lecz został wstrzymany.
Później Kratochvil publikował w drugim obiegu, współpracował z kilkoma pismami samizdatowymi („Obsah”, „Vokno”, „Host”) i wydał w samizdacie kolejne utwory. Pierwszym z nich był tom opowiadań Případ nevhodně umístněné šance (1978, Przypadek źle ulokowanej szansy), który ogłosiło najlepsze czeskie wydawnictwo drugoobiegowe – „Petlice” („Kłódka”). Ponadto dramaty Kratochvila Ubu sapiens i Hra pro odposlouchávací magnetofony (Sztuka dla magnetofonów podsłuchowych), zrealizowano w 1978 w teatrze domowym w Brnie. Pierwsza książka pisarza opublikowana oficjalnie to Medvědí román (1990, Niedźwiedzia powieść). Jego opublikowana postać była rezultatem kompromisu z wydawcą, obawiającym się nazbyt wielkiego skomplikowania utworu. Dopiero w 1999 wyszła jego pierwotna wersja pt. Urmedvěd (Urniedźwiedź). Niedźwiedzia powieść okazała się pierwszą częścią luźnej trylogii; dwie pozostałe to powieści Uprostřed nocí zpěv (wyd. samizdatowe 1989, wyd. oficjalne 1992, Śpiew pośród nocy) i Avion (1995). Poszczególnych części nie łączą te same postaci ani fabuła, lecz podobny czas akcji, to samo jej miejsce (Brno i jego okolice), podobne motywy i podobna poetyka. Przed Avionem ukazały się dwa nowelistyczne tomy Kratochvila, Orfeus z Kénigu (1994, Orfeusz z Kenigu) i Má lásko, Postmoderno (1994, Miłości moja, Postmoderno).
W 1995 wyszedł tom esejów Příběhy příběhů (Historie historii). Kolejne powieści pisarza to swoista dylogia: Siamský příběh (1996, Syjamska opowieść) i Nesmrtelný příběh (1997, Nieśmiertelna opowieść). W 1997 wydano tom jego sztuk i słuchowisk Slepecká cvičení (Ćwiczenia ślepców). W 1999 w Teatrze Miejskim w Brnie odbyła się premiera jednego z tych dramatów – A babička slaví devětadevadesáté narozeniny (I babunia świętuje dziewięćdziesiąte dziewiąte urodziny). Następną powieścią Kratochvila było Noční tango (1999, Nocne tango). W 2000 opublikowano mikropowieść pod nawiązującym do Milana Kundery tytułem Truhlivý Bůh (Smutny Bóg), oraz tom esejów Vyznání příběhovosti (Wyznanie fabularności). Pisarz wydał również powieści Lehni, bestie! (2002, Leż, bestio!), Lady Carneval (2004), Herec (2006, Aktor) i Slib (2009, Obietnica) oraz tom opowiadań Brněnské povídky (2007, Opowiadania brneńskie). W 2015 wyszedł tom opowiadań Łóżko jest zasłane. Nowe opowiadania brneńskie (Lůžko je rozestlané [Nové brněnské povídky]).
Twórczość Kratochvila jest typowo postmodernistyczna, on sam chętnie uznaje miano postmodernisty. Tłumaczony jest na wiele języków.

## Nagrody i wyróżnienia
Niedźwiedzia powieść przyniosła Kratochvilowi prestiżową nagrodę Toma Stopparda (1991). Poza tym pisarz otrzymał niemal wszystkie liczące się czeskie wyróżnienia literackie: w 1993 nagrody Czeskich Księgarzy i tygodnika „Literární noviny”, w 1996 Egona Hostovskiego, w 1998 Karla Čapka (PEN Clubu), w 1999 Jaroslava Seiferta, wreszcie w 2007 największą – Magnesia Litera. Przyznano mu również Nagrodę Miasta Brna.

## Recepcja w Polsce
W Polsce opowiadania i szkice Kratochvila drukowały „Dekada Literacka”, „Literatura na Świecie”, „Fraza” i „Akant”, w tłumaczeniach Leszka Engelkinga. W 2009 nakładem wrocławskiego wydawnictwa ATUT w serii „Literatura Czeska” ukazała się powieść Leż, bestio! w przekładzie Jana Stachowskiego. W bydgoskim czasopiśmie "Fabularie" ukazały się ponadto fragmenty powieści Bakšiš oraz esej Je suis Paris w przekładzie Błażeja Szymankiewicza.